# William Stephenson (Spion)

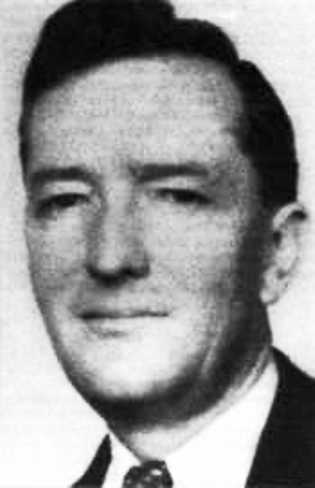
William Stephenson (Passfoto von 1942)

Sir William Samuel Stephenson (geb. am 23. Januar 1897 als  William Samuel Clouston Stanger in Winnipeg, Manitoba, Kanada – gest. am 31. Januar 1989 in Tucker’s Town, Bermuda) war kanadischer Soldat, Pilot, Geschäftsmann, Erfinder, leitender Geheimdienstler für das Vereinigte Königreich.
Als Geheimdienstler organisierte er ab Juni 1940 die British Security Coordination (BSC) in New York City während des Zweiten Weltkriegs. Sein Codename lautete Intrepid (auf Deutsch Unerschrocken). Ein wichtiges Ziel seiner Aktivitäten war neben der Spionageabwehr gegen das Deutsche Reich die Gewinnung der öffentlichen Meinung in den USA für einen Kriegseintritt auf der Seite Englands. Als Stephenson die Erstellung einer gefälschten Landkarte veranlasste, die angeblich die Absichten der Nationalsozialisten einer Invasion in Südamerika enthüllte, wendete sich die öffentliche Meinung in den USA. Diese Fake News ermöglichten US-Präsident Franklin D. Roosevelt und die Alliierten die isolationistische Stimmung in den USA schon vor dem Angriff auf Pearl Harbor abzuschwächen. Stephensons geheime britische Organisation wurde später zum Vorbild für die Gründung der Central Intelligence Agency (CIA). Nach Ende des Krieges vernichtete Stephenson viele Beweise seiner geheimen Operationen. In Anerkennung seiner Verdienste wurde er am 13. Februar 1945 als Knight Bachelor geadelt. Ihm wird nachgesagt, dass seine Biografie die Vorlage für den ihm persönlich bekannten Ian Fleming für dessen Romanfigur James Bond sei.